# Paradelphomyia crossospila
Paradelphomyia crossospila là một loài ruồi trong họ Limoniidae. Chúng phân bố ở miền Cổ bắc.